# Moineau de Swainson
Passer swainsonii
Espèce
Statut de conservation UICN

 LC  : Préoccupation mineure
Le Moineau de Swainson (Passer swainsonii) est une espèce d'oiseaux de la famille des Passeridae.

## Répartition
Cet oiseau vit à travers la corne de l'Afrique.